# 坂本サトル ミリオンレディオ
坂本サトル ミリオンレディオ（さかもとサトル ミリオンレディオ）は、エフエム青森（AFB）で放送しているラジオ番組である。2013年10月3日に放送開始。

## 概要
放送翌日に番組のPodcastを更新している。Podcastでは放送内に収めきれなかったトークなどを放送終了後に収録したうえで配信を行っている。
2016年1月 - 2019年12月は八戸市のコミュニティ放送局・BeFMでも同時ネットを行っていた。広域FM局の番組をコミュニティFM局が同時ネットするのは全国的に見ても極めて希である。
基本的に青森市にあるエフエム青森第1スタジオからの生放送であるが、2014年7月 - 2015年12月は月に1回、エフエム青森八戸支局から放送を行っていた。翌2016年1月 から2017年12月の間は、毎月第2木曜に八戸市のコミュニティFM局、BeFMのスタジオから生放送。BeFMのスタジオを開放して公開での放送であった。

## 出演者
- 坂本サトル
- モモ（元：ピジョンズミルク）
- 小山内創祐
- 石村智樹（現：エフエム青森本社営業部長 プロデューサー兼務。放送内では『石村P』として出演。）

### 過去の出演者
- 西村美玲（番組アシスタント）
- 渡邊花野（番組アシスタント）
- かすみ（番組アシスタント）
- 佐々木史帆（番組アシスタント）
- ひめこ（番組アシスタント）
- 平沼日菜子（番組アシスタント）
- 境香織（番組アシスタント）
- 浅利大祐
- はるよピ（元：マニ★ラバ）

## 坂本サトル ひとりミリオン
2017年12月28日までネットしていたLove in Actionが終了したことを受けて、翌週2018年1月4日から当番組の関連番組として坂本サトル ひとりミリオン（さかもとサトル ひとりミリオン）がスタートした。BeFMは別番組放送のため未ネットである。
原則として坂本1人で進行する。
番組は2025年3月27日に終了し、翌週よりミリオンレディオの放送時間が21:55までに延長となった。